# Moco Moco
San Pedro de Moco Moco, o simplemente Moco Moco, es una localidad y municipio de Bolivia, ubicado en la provincia de Camacho del departamento de La Paz. El municipio cuenta con una población de 15.916 habitantes (según el Censo INE 2012).

## Geografía
El municipio de Moco Moco está ubicado en el Altiplano boliviano a una altitud promedio de 3500 m s. n. m., en el borde occidental de la Cordillera Real. El pueblo homónimo está situado a una altitud de 3.302 m s. n. m. en las estribaciones del sur de la Cordillera Apolobamba, 30 km al noreste del lago Titicaca.
Está situado en el oeste de Bolivia, en la región andina del país, y ocupa la parte oriental de la provincia de Camacho. Limita al oeste con el municipio de Humanata, al suroeste con el municipio de Escoma, al sur con el municipio de Puerto Carabuco, al este con el municipio de Chuma de la provincia de Muñecas, al norte con el municipio de Charazani de la provincia de Bautista Saavedra, y al noroeste con la República del Perú.
El clima de la región es un clima diurno típico, en el que las fluctuaciones de temperatura a lo largo del día son más pronunciadas que a lo largo del año. La temperatura media promedio del municipio es de poco menos de 14 °C, las temperaturas medias mensuales varían levemente entre 11 °C en junio/julio y 15 °C de octubre a marzo. La precipitación anual es de unos 750 mm, la precipitación mensual es de menos de 20 mm de julio a agosto y de 100 a 150 mm de diciembre a marzo.

## Demografía
De acuerdo con el censo boliviano de 2024, la población del municipio de Moco Moco es de 17 653 habitantes.
La población del municipio de Mocomoco aumentó aproximadamente una cuarta parte entre 1992 y 2024, mientras que la población de la localidad ha aumentado aproximadamente a la mitad entre 1992 y 2012:
| Año  | Habitantes (municipio) | Habitantes (localidad) | Fuente |
| ---- | ---------------------- | ---------------------- | ------ |
| 1992 | 13.516                 | 323                    | Censo  |
| 2001 | 13.950                 | 439                    | Censo  |
| 2012 | 15.916                 | 505                    | Censo  |
| 2024 | 17.653                 |                        | Censo  |

## Transporte
Moco Moco se encuentra a 215 kilómetros por carretera al noroeste de La Paz, la sede de gobierno de Bolivia.
Desde La Paz, la ruta troncal Ruta 2 recorre hacia el noroeste vía El Alto por 30 kilómetros hasta Huarina. Desde ahí, la Ruta 16 vía Achacachi y Puerto Carabuco hasta Escoma cerca de la desembocadura del río Suches en el Lago Titicaca. De Escoma se sigue hacia el norte por camino de tierra hasta Italaque, de donde se bifurca un camino de tierra que llega a Moco Moco después de 15 kilómetros.